# Спенсер, Уинстон Болдуин
Уинстон Болдуин Спенсер, англ. Winston Baldwin Spencer (род. 8 октября 1948) — третий премьер-министр Антигуа и Барбуды с 24 марта 2004 по 13 июня 2014 года, лидер Объединённой прогрессивной партии с 1992 года по 2018 год.
После победы партии на парламентских выборах в 2004 году сменил на посту премьер-министра Лестера Бёрда, с 6 января 2005 также министр иностранных дел Антигуа и Барбуды.

## Юность
Болдуин Спенсер родился в коммуне Grays-Green. Он учился в школах Greenbay Primary и Princess Margaret Secondary. Получил высшее образование в Великобритании, Норвегии и Канаде. Он получил диплом Social Leadership в университете Св. Франциска Ксаверия (Coady International Institute) в Канаде и диплом экономиста по Industrial Relations Systems в Ruskin College в Норвегии (Университет Осло).

## Лидер оппозиции
Болдуин Спенсер начал трудовую деятельность рабочим. За четверть века он стал лидером объединённого профсоюза рабочих Антигуа и Барбуды. Избран в парламент в 1989 году.
В 1992 году Болдуин Спенсер стал играть ведущую роль в Объединённой прогрессивной партии. Также он стал лидером Объединённой национальной демократической партии и принимал участие в Либеральном движении Антигуа и Барбуды, что привело к слиянию этих партий. В новой партии Спенсер довольно быстро стал лидером, а также лидером оппозиции в парламенте.
В качестве лидера оппозиции Спенсер организовал демократическое движение за реформы в избирательной системе после широкой критики выборов 1999 года. Он создал независимую выборную комиссию Антигуа и Барбуды. Также он пытался организовать независимые медиа, такие как телекомпания, телеканал (ABS). Обращался к правительству Лестера Бёрда по судебным спорам, подавал в правительство ходатайства граждан о расширении местных авиалиний.

## На посту премьер-министра
В 2004 году Болдуин Спенсер в качестве лидера Объединённой прогрессивной партии одержал победу на выборах. Его оппонентом выступал Лестер Бёрд — лидер партии ALP, которая руководила страной в течение 28 лет. Спенсер провёл реформы: новую школьную программу, минимального образования 11 классов.
На международном уровне Спенсер известен как дипломат который ввёл страну в Group of 77 в 2008 году. Спенсер получил высший орден от правительства страны Кот д'Ивуар. Он работал в ООН. Принял участие в Millennium Development Goals Achievement, Спенсер получил награду за вклад в международное развитие.
На выборах 2009 года за Спенсера проголосовали 9 членов парламента из 17. В начале Спенсер проигрывал кандидату партии ALP Gale Christian, но при подведении итогов выборов получил 2 259 голосов против 1 753 у Christian. Спенсер поклялся на посту премьер-министра вести политику, которую обещал избирателям.
После 10 лет пребывания у власти Объединённая прогрессивная партия потерпела поражение от Лейбористской партии в ходе парламентских выборов, состоявшихся 12 июня 2014 года. Из 17 мест Объединённая прогрессивная партия сохранила только три. Спенсер был переизбран на свой пост с низким процентом голосов и смирился с поражением, заявив, что люди явно выбрали лейбористов. 13 июня на посту премьер-министра его сменил лидер лейбористов Гастон Браун.

## Личная жизнь
Премьер-министр Спенсер женат и имеет двоих детей. Он глава первой в Северном Хэмпшире церкви Адвентистов седьмого дня.